# Kai Sjøberg
Kai Sjøberg (29 aprile 1936 – 15 settembre 1994) è stato un calciatore norvegese, di ruolo attaccante.

## Carriera

### Club
Sjøberg giocò con la maglia dello Skeid, con cui vinse due edizioni della Norgesmesterskapet (1963 e 1965) e un campionato (1966). Dal 1972 al 1974, fu in forza all'Eidsvold Turn, per cui realizzò 44 reti in 66 partite.

### Nazionale
Conta 4 presenze per la Norvegia, con una rete all'attivo. Esordì il 27 maggio 1965, trovando anche il gol nella vittoria per 4-2 sul Lussemburgo.

## Palmarès

### Club

#### Competizioni nazionali
- Coppa di Norvegia: 2

Skeid: 1963, 1965
- Campionato norvegese: 1

Skeid: 1966